# Hull (Québec)
Hull je čtvrť města Gatineau v kanadské provincii Québec. Nachází se na západním břehu řeky Gatineau a severním břehu řeky Ottawy přímo naproti hlavního města Kanady Ottawy. Tvoří prostřední část města Gatineau.

## Historie
Město bylo založeno v roce 1800 Philemonem Wrightem v místech, kde bylo nutné přenášet lodě okolo vodopádů Chaudière. V roce 2002 se spolu s okolními městy Aylmer, Buckingham a Masson-Angers stalo součástí města Gatineau.
Významnou atrakcí ve městě je Kanadské muzeum civilizace.